# Assignation en droit français
Pour les articles homonymes, voir Rouble d'assignation.
En procédure civile française, l'assignation est un acte introductif d'instance unilatéral, par lequel le demandeur cite son adversaire à comparaître devant le juge. Cet acte est signifié par l'intermédiaire d'un commissaire de justice au défendeur à l'action intentée. Elle doit comporter certaines mentions obligatoires à peine de nullité et peut prévoir une date d'audience dans le cas des assignations à jour fixe qui revêtent un caractère d'urgence.

## Mentions obligatoires
L'assignation doit contenir des mentions obligatoires :
- les mentions communes à tous les actes établis par les commissaires de justice ;
- les mentions propres aux assignations ;
- les mentions propres à certaines juridictions.

### Mentions communes aux actes de commissaire de justice
Le fond de l'assignation (moyens de fait et de droit) est rédigé généralement par un avocat qui le transmet à un commissaire de justice. Le commissaire appose la date, sa signature et les mentions obligatoires prescrites pour tout acte de commissaire de justice à peine de nullité :
- la date complète (année, mois, jour et heure) ;
- l'identité précise du demandeur, dont les éléments varient selon qu'il s'agisse d'une personne physique (nom, prénom, profession, domicile, nationalité, date et lieu de naissance) ou d'une personne morale (forme sociale, dénomination sociale, siège social et organe de représentation légale) ;
- l'identité sommaire du destinataire de la signification (nom et domicile pour une personne physique, dénomination et siège social pour une personne morale) ;
- l'identité et la signature du commissaire de justice.

### Mentions propres aux assignations
L'assignation doit également contenir les mentions obligatoires propres aux assignations à peine de nullité :
- l'indication exacte de la juridiction saisie par le demandeur (ville, nature de la juridiction et adresse exacte) ;
- l'objet de la demande avec un exposé des moyens en droit et en fait suffisant pour que l'assignation vaille conclusions[loi 2] ;
- l'indication qu'à défaut de comparution du défendeur, il s'expose au risque qu'un jugement soit rendu contre lui sur les seuls éléments fournis par son adversaire ;
- la désignation des immeubles exigée pour la publication au fichier immobilier, en cas de demandes portant sur des droits soumis à publicité foncière ;
- l'indication des pièces sur lesquelles la demande est fondée, lesquelles sont énumérées sur un bordereau annexé à l'assignation ;
- les diligences entreprises en vue de parvenir à une résolution amiable du litige, sauf motif légitime tiré de l'urgence ou de la matière du litige, notamment lorsqu'elle intéresse l'ordre public.

### Coût
Les actes de commissaire de justice sont tarifés et font l'objet d'un calcul complexe. Le décret no 2016-230 du 26 février 2016 a profondément changé la méthode de calcul. 
Le calcul du coût de l'assignation doit prendre en compte le montant de l'émolument. Celui-ci est fixé par l'arrêté du 26 février 2016 à la somme de 18,23 euros.
Ce tarif fixe est ensuite multiplié par un coefficient. Celui-ci varie selon le montant du litige et les sommes dues par le débiteur. Entre zéro euro et 128 euros, le coefficient est de 0,5. Entre 128 et 1 280 euros, le coefficient est de 1. Au delà le coefficient est de 2.
À cela doit s'ajouter d'éventuels frais supplémentaires (par exemple une majoration par une assignation délivrée en urgence) auxquels il faut rajouter les frais kilométriques pour chaque signification de l'assignation (égale à trente-deux fois la taxe kilométrique ferroviaire en 1re classe), et enfin, le coût de la TVA (20 %). 
À titre d'exemple, devant le tribunal judiciaire, pour une assignation aux fins de résiliation du bail avec une dette locative d'un montant supérieure à 1 280 euros, le coût total de l'assignation sera comprise aux alentours de 120 euros. À noter que le coût de l'assignation devra en principe être assumé par la partie perdante à l'instance, cet acte étant considéré comme un dépens.

### Mentions propres selon que la représentation est obligatoire ou non
Enfin, l'assignation doit revêtir certaines mentions obligatoires complémentaires selon que la représentation par avocat est obligatoire ou non :
- si la représentation est obligatoire, l'assignation doit préciser l'identité de l'avocat constitué pour le demandeur et le délai imparti au défendeur pour constituer avocat[loi 4] ;
- si la représentation par avocat n'est pas obligatoire, l'assignation doit préciser les dates et heures de l'audience de conciliation préalable, ainsi que l'identité et l'adresse de la personne chez qui le demandeur élit domicile en France s'il réside à l'étranger. Elle doit également préciser les conditions dans lesquelles le défendeur peut se faire assister ou représenter, et dans le cadre d'une demande en paiement, les dispositions de l'article 847-2 du Code de procédure civile[loi 5].

### Bordereau de communication de pièces
L'assignation doit comporter en annexe un bordereau de communication de pièces qui liste toutes les pièces invoquées par le demandeur (articles 56 et 763 du code de procédure civile).